# 곽인호
곽인호(郭麟浩, 일본식 이름: 保元麟浩, 1893년 12월 ~ ?)는 일제강점기의 관료이다.

## 생애
평안남도 증산군 출신이다. 한일 병합 조약 체결 전 이력은 알 수 없으며 1912년부터 조선총독부 농상공부 산림과에 재직하면서 권업모범장에서 근무했다.
농상공부 산림과에서 오랫동안 근무하다가 1934년에 조선총독부 군수로 승진했다. 이때 고등관 7등에 서훈되었고 함경남도 신흥군 군수로 발령받았다. 1934년을 기준으로 종7위에 서훈되어 있었고, 1935년 총독부가 편찬한 《조선공로자명감》에는 353명의 공로자 중 한 명으로 수록되었다.
이후 함경남도 지역에서 영흥군과 홍원군 군수를 지냈다. 1936년에 전쟁을 앞둔 일본 제국은 조선사상범보호관찰령을 공포하여 사상범을 감시하는 보호사 제도를 도입함으로써 새로운 감시 체계를 구축했다. 보호사로는 조선인도 일부 임명되었는데, 곽인호는 함흥보호관찰소의 촉탁보호사로 위촉되어 일제의 사상 통제에 협조했다.
2008년 공개된 민족문제연구소의 친일인명사전 수록예정자 명단 가운데 관료 부문에 포함되었다.

## 참고자료
- 곽인호(郭麟浩) - 국사편찬위원회